# Transport kolejowy na Nauru
Kolej na Nauru − system transportu kolejowego działający na wyspie Nauru.

## Historia
Kolej na Nauru jest wykorzystywana do transportu fosforytów z wnętrza wyspy do portu na zachodzie wyspy w dystrykcie Aiwo. W tym celu firma Pacific Phosphate Company w 1907 r. wybudowała linię o długości 3,9 km i szerokości toru 612 mm. W 1920 r. nowa firma British Phosphate Commissioners zmieniła rozstaw toru na 914 mm, który obowiązuje do dzisiaj. W 2000 r. zawieszono kursowanie pociągów na linii, które wznowiono na przełomie lat 2005/2006. Z powodu wyczerpujących się złóż fosforytów przyszłość kolei jest niepewna. Na linii nigdy nie prowadzono regularnego ruchu pasażerskiego. Obecnie operatorem linii jest Nauruańska Korporacja Fosforytowa. W 1980 r. wydano kilka znaczków pocztowych przedstawiających kolej. W roku 2008 linia jeszcze funkcjonowała.

## Tabor
Początkowo do obsługi linii wykorzystywano parowozy. Obecnie w eksploatacji są wyłącznie lokomotywy spalinowe, choć czasami pociąg jest zastępowany przez samochody.

## Galeria

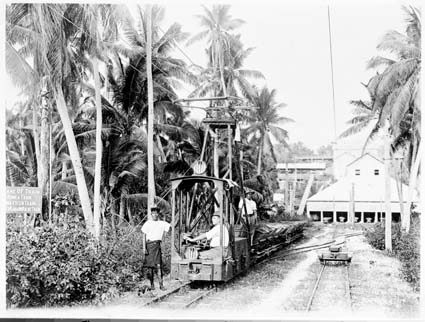
Linia zelektryfikowana na Nauru
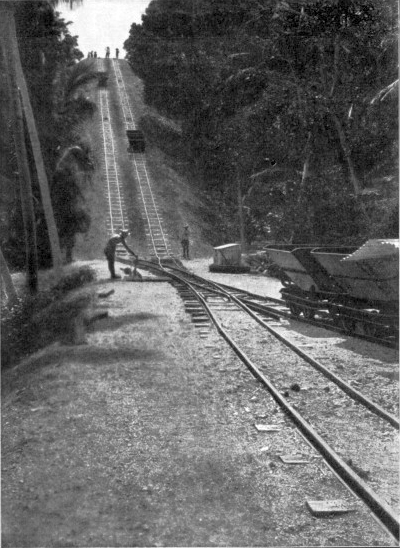
Linia kolejowa w 1908
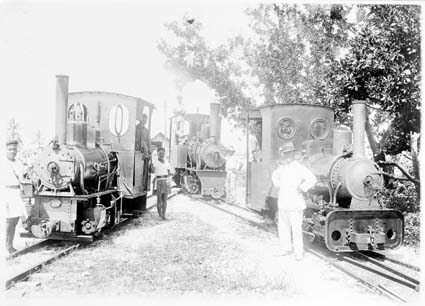
Parowozy na linii kolejowej w 1917